# Aulocara
Genre
Aulocara est un genre nord-américain d'orthoptères de la famille des Acrididae.

## Espèces
- Aulocara brevipenne (sv) (Bruner, 1905)
- Aulocara elliotti (Thomas, 1870)
- Aulocara femoratum Scudder, 1899